# Liuzhou Machinery Works
Liuzhou Machinery Works war ein Hersteller von Automobilen aus der Volksrepublik China.

## Unternehmensgeschichte
Das Unternehmen aus Liuzhou begann 1987 mit Hilfe des Changchun Automobile Research Institute mit der Entwicklung eines Automobils. Die Bauartzulassung erfolgte 1988. Daraufhin startete 1989 die Serienproduktion. Der Markenname lautete Disai. 1995 endete die Produktion. Insgesamt entstanden 2790 Fahrzeuge. Der Absatz blieb mangels nationaler Verkaufserlaubnis auf die Region Guangxi beschränkt.

## Fahrzeuge
Das erste Modell war der LJ 720, später LJ 5010 genannt. Dies war ein Kombi, der dem Daihatsu Charade ähnelte. Die Karosserie bestand aus GFK. Eine viertürige Limousine mit Stufenheck war zumindest angekündigt. Die Fahrzeuge waren bei einem Radstand von 234 cm 380 cm lang, 159 cm breit und 142 cm hoch. Ein Zweizylindermotor nach einer Lizenz von Daihatsu mit 644 cm³ Hubraum und 20,6 kW Leistung trieb die Fahrzeuge an. Die Ausführungen LJ 5010 XA  und LJ 5010 XKH hatten einen größeren Motor mit 993 cm³ Hubraum und 34,6 kW Leistung.